# NRP Pêro Escobar
A NRP Pêro Escobar (número de amura: F335) foi uma fragata da Armada Portuguesa, em serviço entre 1957 e 1975.
A fragata foi o primeiro navio construído do projeto Pero Escobar (DE-1032) de destroyer escorts (escoltas contratorpedeiros) da Marinha dos Estados Unidos. O navio foi desenhado e construído na Itália - com base em projetos norte-americanos - e cedido, pelos EUA, à Armada Portuguesa, que a classificou como fragata. Além do navio para Portugal, foram também construídos três outros idênticos para a Venezuela, que ali formaram a classe Almirante Clemente.
Durante bastantes anos, a Pêro Escobar foi o navio mais rápido da Armada Portuguesa. Pelas suas linhas elegantes, a guarnição da fragata apelidava-a de Gina, em homenagem à atriz italiana Gina Lollobrigida.
O navio estava armado com duas peças de 76 mm, uma peça antiaérea de 40 mm e duas peças antiaéreas de 20 mm.
Em 1961 a Pêro Escobar esteve envolvida na perseguição e busca ao paquete Santa Maria, desviado por opositores ao Estado Novo.
No final da década de 1960, o navio teve os seus sistemas de armamento modernizados, de modo a torná-los compatíveis com os das fragatas da classe Almirante Pereira da Silva, navios bastante semelhantes, também baseados num projeto de destroyers escorts dos EUA.
A fragata deixou de ser usada operacionalmente em 1971, sendo abatida ao efetivo da Armada em 1975.